# Jardim Aricanduva
Jardim Aricanduva é um bairro nobre no distrito de Aricanduva. É um bairro da Zona Leste de São Paulo, fundado há 76 anos, já pertenceu ao antigo distrito do Tatuapé, e suas principais ruas e avenidas são: Rua Odilon Pires, Rua Antônio La Giudice (sendo a maior Rua do bairro), Avenida Rio Das Pedras, Avenida Francisco José Resende e a Avenida Aricanduva (a maior avenida do bairro).
É composto por moradores de classe média a classe média alta, tem casas de médio e alto padrão. 
Possui em uma de suas ruas a Paróquia Sagrada Face (católica), e algumas igrejas evangélicas em sua extensão. Possui alguns barzinhos, pizzarias e cantinas.